# تنظیم موتور

تنظیم موتور

تنظیم موتور (انگلیسی: Engine tuning) عبارت است از تنظیم یا اصلاح عملکرد موتور درون‌سوز یا واحد فرمان موتور، که با هدف ایجاد عملکرد بهینه و افزایش توان خروجی، بهبود عملکرد اقتصادی یا افزایش دوام موتور انجام می‌شود. یک موتور ممکن است با توجه به توان خروجی در ازای صرفه‌جویی بهتر یا عمر طولانی‌تر موتور به دلیل کاهش استرس بر اجزای موتور نیز تنظیم شود.